# L'Artiste des dames
L'Artiste des dames (La aventura del tocador de señoras) est un roman d'Eduardo Mendoza publié en 2001 et l'année suivante en français. Il s'agit de la suite de ses romans Le Mystère de la crypte ensorcelée (1979) et Le Labyrinthe aux olives (1982). Comme ces derniers, c'est une parodie de romans policiers. Le roman aura une suite avec La Grande Embrouille (2012).

## Résumé
Vers 2000 à Barcelone, Onan est embauché par son beau-frère coiffeur, Viriato. Un jour, Ivette1 lui demande de récupérer des documents de son père, Pardalot, chez un juge pour 1 million. Il lui donne les documents la nuit suivante. Au matin, il apprend que l'homme d'affaires Pardalot a été tué. Ivette1 avoue ne pas être la fille de Pardalot. Elle dit que son père, Luis, a été enlevé dans un EHPAD. Onan prouve que Reinona, légataire de Pardalot, a eu Ivette2 (présumée fille Pardalot) avec Luis quand elle était fiancée de Pardalot. Le maire de Barcelone, associé de Pardalot, avoue être le tueur. Onan libère Luis.

## Réception critique
Le Parisien salue un roman dont on sort « décoiffé par tant d'éclats de rire, mais joyeusement ragaillardi ».
À l'occasion de la traduction du roman en français, Jacques De Decker interviewe l'auteur dans les pages du Soir, rapprochant le roman de ses premiers récits humoristiques et de la veine du roman picaresque.
Olivier Barrot présente la traduction du roman dans son émission Un livre, un jour le 28 janvier 2003.